# فابريسيو كارلوس كوستا بينتو
فابريسيو كارلوس كوستا بينتو (بالبرتغالية: Fabrício Carlos Costa Bento‏) (2 مايو 1978 في البرازيل - ) هو لاعب كرة قدم برازيلي في مركز الهجوم. لعب مع فيتوريا دي غيماريش ونادي استقلال أهواز ونادي بيلينينسش ونادي غواراني ونادي كريسيوما ونادي إيكاسا ونادي بايساندو ‏ وSalgueiro Atlético Clube ‏ وClube Esportivo Bento Gonçalves ‏ ونادي بوتافغو لكرة القدم وEsporte Clube Internacional (SC) ‏ وSociedade Esportiva Ypiranga Futebol Clube ‏ ونادي سانتا كروز ونادي لاجيادينزي ونادي سانتا كلارا.

## وصلات خارجية
- فابريسيو كارلوس كوستا بينتو على موقع قاعدة بيانات كرة القدم.إي يو (الإنجليزية)
- فابريسيو كارلوس كوستا بينتو على موقع Soccerway.com (الإنجليزية)